# Baltičko more
Baltičko more nalazi se na sjeveru Europe i sa Sjevernim morem povezano je tjesnacima Sunda, Veliki Belt, Mali Belt, Skagerrak, Kattegat i Kielskim kanalom. Baltičko more jest rubno more Atlantskoga oceana koje zatvaraju Danska, Estonija, Finska, Njemačka, Latvija, Litva, Poljska, Rusija, Švedska te Pribaltička nizina. Proteže se od 53°N do 66°N geografske širine i od 10°E do 30°E geografske dužine. Izmjena vode između Baltičkoga mora i Atlantskog oceana ograničena je i odvija se kroz danske tjesnace u Kattegat kroz Øresund te Veliki i Mali Belt. Najznačajniji zaljevi Baltičkoga mora jesu Botnički zaljev, Finski zaljev, Riški zaljev i Gdanjski zaljev.
Administrativnu granicu Baltika na njezinu sjevernom rubu, na geografskoj širini 60°N, čine Ålandski i Botnički zaljevi, a na sjeveroistočnom rubu Finski zaljev, na istočnome Riški zaljev, a na zapadu švedski dio južnoga Skandinavskog poluotoka.
Baltičko more povezano je umjetnim vodenim putovima s Bijelim morem preko Bijelomorsko-baltičkoga kanala i s Njemačkim zaljevom Sjevernoga mora Kielskim kanalom.

## Definicije

### Upravna definicija
Helsinška konvencija o zaštiti morskog okoliša područja Baltičkoga mora obuhvaća Baltičko more i tjesnac Kattegat, ne nazivajući Kattegat dijelom Baltičkog mora, Za potrebe ove Konvencije 'područje Baltičkoga mora' bit će Baltičko more i ulaz u Baltičko more, omeđeno paralelom Skaw u Skagerraku na 57°44.43'N.

### Povijesna definicija
Povijesno gledano, Kraljevina Danska prikupljala je pristojbe za prolazak brodova na granici između oceana i kopnenoga Baltičkog mora u Øresundu, u dvorcu Kronborg u blizini Helsingøra; u Velikom Beltu u Nyborgu; a u Malom Beltu na dijelu gdje je smješteno utvrđeno uporište Fredericia. Najuži dio Maloga Belta je Middelfart Sund u blizini Middelfarta.

### Oceanografska definicija
Geografi se uglavnom slažu da je fizička granica Baltika crta povučena kroz južne danske otoke, kroz tjesnac Drogden Sill i otok Langeland. Tjesnac Drogden Sill nalazi se sjeverno od Køge Bugta i povezuje Dragør na jugu Kopenhagena s Malmöom. Preko njega prolazi most Øresund i tunel Drogden. Prema ovoj definiciji, danski tjesnaci predstavljaju ulaz u Baltičko more, ali nisu dio njega, dok su zaljev Mecklenburg i zaljev Kiel dijelovi Baltičkoga mora. Još jedna uobičajena granica je linija između Falsterba u Švedskoj i Stevns Klinta u Danskoj, što je ujedno i granica između plitke vode južno od Øresunda (s tipičnom dubinom od samo 5 – 10 metara) i znatno dublje vode.

## Etimologija i nazivlje
Tacit je Baltičko more nazivao Mare Suebicum po germanskome narodu Suebi (Svevi), a Ptolemej ga je nazivao Sarmatski ocean po Sarmatima, no prvi koji ga je nazvao Baltičko more (lat.: Mare Balticum) bio je njemački kroničar Adam Bremenski u 11. stoljeću. Podrijetlo potonjega naziva je nerazjašnjeno i usvojeno je u slavenske i baltofinske jezike, vrlo vjerojatno zbog uloge srednjovjekovnoga latinskog jezika u kartografiji. Moglo bi biti povezano s germanskom riječi Belt (pojas), koja se koristi za dva danska tjesnaca (Belte), dok drugi tvrde da je izravno izvedeno iz latinizirane germanske riječi za pojas balteus. Sam Adam iz Bremena usporedio je more s pojasom, navodeći da je tako nazvan jer se kao pojas proteže kroz kopno (Balticus, eo quod in modum baltei longo tractu per Scithicas regiones tendatur usque in Greciam).
Na njega je također moglo utjecati ime legendarnoga otoka koji se spominje u Naturalis historia Plinija Starijeg. Plinije spominje otok po imenu Baltia (ili Balcia) pozivajući se na izvješća Piteja i Ksenofonta. Moguće je da Plinije spominje otok po imenu Basilia (kraljevski) u Pitejevom djelu O oceanu. Baltia bi također mogla biti izvedena iz riječi „pojas” i tu bi imala značenje „blizu pojasa mora, blizu tjesnaca”.
Drugi su predlagali etimologiju od proto-indoeuropskoga korijena *bʰel što znači „bijel”, što može biti posljedica običaja imenovanja mora prema bojama (usp. Crno more i Crveno more). Ovaj korijen *bʰel i osnovno značenje zadržani su u litavskome (kao baltas), letonskome (kao balts) i slavenskim jezicima (kao beli). Na temelju toga, srodna pretpistavka tvrdi da je naziv nastao iz ovoga indoeuropskoga korijena preko baltičkih jezika kao što je litavski. Drugo objašnjenje je da, iako je izvedeno iz gore spomenuta korijena, ime mora povezano je s nazivima za razne oblike vode i srodnih tvari u nekoliko europskih jezika, koji su možda izvorno bili povezani s bojama koje se nalaze u močvarama (usporediti praslavenski *bolto – močvara). Još je jedno objašnjenje da je naziv izvorno značio „zatvoreno more, zaljev”, za razliku od otvorenoga mora.
U srednjemu vijeku more je bilo poznato pod raznim imenima. Naziv Baltičko more revladao je tek nakon 1600. godine. Korištenje baltičkih i sličnih izraza za označavanje zemalja na istočnim obalama Baltičkoga mora počelo je tek u 19. stoljeću.

### Ime na drugim jezicima
Baltičko more bilo je poznato u drevnim latinskim izvorima kao Mare Suebicum ili čak Mare Germanicum. Stariji domaći nazivi u jezicima koji su se govorili na obalama mora ili blizu njih obično označavaju geografski položaj mora (u germanskim jezicima), ili njegovu veličinu u odnosu na manje zaljeve (u starolatvijskome), ili povezana plemena s njim (na staroruskome je more bilo poznato kao Varjaško more). U različitim suvremenim jezicima poznato je po nazivima Baltičko more, Istočno more ili Zapadno more:
- 'Baltičko more' naziv je koji se rabi u baltičkim jezicima kao što je letonski (Baltijas jūra; u staroletonskome se nazivalo 'Veliko more', dok se današnji Riški zaljev nazivao 'Malo more') i litavski (Baltijos jūra); na latinskom (Mare Balticum) i romanskim jezicima, kao što su francuski (Mer Baltique), talijanski (Mar Baltico), portugalski (Mar Báltico), rumunjski (Marea Baltică) i španjolski (Mar Báltico); na grčkom (el. Βαλτική Θάλασσα Valtikí Thálassa); na albanskom (Deti Balltik); na engleskom (Baltic Sea), velškom (Môr Baltig); u slavenskim jezicima: poljski (Morze Bałtyckie ili Bałtyk), češki (Baltské moře ili Balt), slovenski (Baltsko morje), bugarski (bg. Балтийско море Baltijsko More), kašupski (Bôłt), makedonski (Baltičko More), ukrajinski (uk. Балтійське море Baltijs′ke More), bjeloruski (Балтыйскае мора Baltijskaje mora), ruski (ru. Балтийское море Baltijskoje more), hrvatski i srpski (Baltičko more), te na mađarskom (Balti-tenger).
- U mnogim germanskim jezicima koristi se naziv 'Istočno more' kao u afrikaansu (Oossee), danskom (Østersøen), nizozemskom (Oostzee), njemačkome (Ostsee), niskonjemačkome (Oostsee), islandskom i ferojskom (Eystrasalt), norveškom (bokmål: Østersjøen; nynorsk: Austersjøen) i švedskom (Östersjön). U staroengleskom bio je poznat kao Ostsǣ; također je na mađarskom prijašnje ime bilo Keleti-tenger ('Istočno more' zbog njemačkoga utjecaja). Osim toga, finski jezik koristi izraz Itämeri ('Istočno more'), vjerojatno prevedenica iz germanskoga jezika. Kako Baltik nije osobito istočniji u odnosu na Finsku, uporaba ovoga izraza mogla bi biti ostatak iz razdoblja švedske vladavine.
- Na drugome finskom jeziku, estonskom, naziva se 'Zapadno more' (Läänemeri), s ispravnim zemljopisnim opisom položaja (more je zapadno od Estonije). U južnoestonskom, izraz ima značenje i 'Zapadno more' i 'Večernje more' (Õdagumeri).

## Povijest

### Antika
U vrijeme Rimskoga Carstva Baltičko more bilo je poznato kao Mare Suebicum ili Mare Sarmaticum. Tacit u svojim djelima Agricola i Germania 98. godine opisao je Mare Suebicum, nazvanome po plemenu Suebi, kao bočato more u kojem se tijekom proljetnih mjeseci led raspada i komadi plutaju na površini. Suebi su kasnije migrirali na jugozapad, te privremeno boravili u području Rajne u modernoj Njemačkoj, gdje je njihovo ime opstalo u povijesnoj regiji poznatoj kao Švapska. Jordanes ga je u svom djelu Getica nazvao Germanskim morem.

### Srednji vijek
U ranom srednjem vijeku, nordijski (skandinavski) trgovci izgradili su trgovačko carstvo diljem Baltika. Kasnije su se nordijski narodi borili za kontrolu nad Baltikom protiv vendskih plemena koja su živjela na južnoj obali. Norvežani su također koristili ruske rijeke za trgovačke rute pronalazeći svoj put do Crnog mora i južne Rusije. Ovo razdoblje kojim su dominirali nordijski narodi naziva se vikinško doba.
Od vikinškoga doba, Skandinavci su Baltičko more nazivali Austmarr ('Istočno jezero'). 'Istočno more' pojavljuje se u srednjovjekovnoj sagi Heimskringla i Eystra sol, pojavljuje se i u rukopisu Sörla þáttr. Saxo Grammaticus zabilježio je u Gesta Danorum starije ime, Gandvik (-vik je staronordijski izraz za 'zaljev') što implicira da su ga Vikinzi ispravno smatrali ulazom u more. Drugi oblik imena, "Grandvik", potvrđen u barem jednome engleskom prijevodu Gesta Danorum, vjerojatno je pogrešno napisan.
Osim ribe, Baltičko je more i važni izvor jantara, osobito s njegovih južnih obala unutar današnjih granica Poljske, Rusije i Litve. Prvi spomeni nalazišta jantara na južnoj obali Baltičkoga mora datiraju iz 12. stoljeća. Susjedne su zemlje u prošlosti brodovima preko Baltika izvozile drvnu građu, katran, lan, konoplju i krzno. Švedska je od ranoga srednjeg vijeka izvozila željezo i srebro, dok je Poljska imala i još uvijek ima bogate rudnike kamene soli. Baltičko more je dugo bio važan pomorski trgovački put.
Zemlje na istočnoj obali Baltika bile su među posljednjima u Europi koje su se preobratile na kršćanstvo. To se konačno dogodilo tijekom Sjevernih križarskih ratova: Finsku su dvanaestom stoljeću pokrstili Šveđani, a današnju Estoniju i Latviju u ranom trinaestom stoljeću pokrstilo je Livonsko bratstvo mača. Teutonski red preuzeo je kontrolu nad dijelovima južne i istočne obale Baltičkoga mora, gdje je osnovao svoju monašku državu. Litva je bila posljednja europska država koja se preobratila na kršćanstvo.

### Poprište sukoba
U razdoblju između 8. i 14. stoljeća na Baltiku je bila snažna prisutnost gusara koji su imali svoja uporišta na obalama Pomeranije i Pruske, a njemačka gilda gusara Vitalienbrüder imala su utočište na otoku Gotland.
Počevši od 11. stoljeća uglavnom njemački doseljenici naselili su južnu i istočnu obalu Baltika u migracijskome valu poznatom kao Ostsiedlung ('naseljavanje na istok'). Ostali su doseljenici bili  iz Nizozemske, Danske i Škotske. Nijemci su postupno asimilirali Polapske Slavene. Danska je postupno stekla kontrolu nad većim dijelom baltičke obale, sve dok nije izgubila velik dio svojih posjeda nakon poraza u bitci kod Bornhöveda 1227. godine.
U razdoblju od 13. do 16. stoljeća najjača gospodarska sila u Sjevernoj Europi bila je Hanza, federacija trgovačkih gradova na obalama Baltičkoga i Sjevernoga mora. U 16. i ranom 17. stoljeću, Poljska, Danska i Švedska vodile su ratove za prevlast na Baltiku poznatim pod latinskim nazivom Dominium maris baltici ('Gospodstvo nad Baltičkim morem'). Na kraju je Švedsko Carstvo de facto steklo prevlast nad cijelim Baltičkim morem. U Švedskoj se more tada nazivalo Mare Nostrum Balticum ('Naše Baltičko more'). Cilj švedskoga ratovanja tijekom 17. stoljeća bio je učiniti Baltičko more svešvedskim morem (Ett Svenskt innanhav), što je i postignuto osim manjega dijela između Rige u Latviji i Szczecina u Pomeraniji. Međutim, Nizozemci su dominirali baltičkom trgovinom u 17. stoljeću.
U 18. stoljeću Rusija i Pruska postale su vodeće regionalne pomorske sile. Poraz Švedske u Velikom sjevernom ratu omogućio je Rusiji izlaz na istočnu obalu Baltika. Rusija je postala i ostala dominantna sila na Baltiku. Ruski Petar Veliki uvidio je stratešku važnost Baltika i odlučio osnovati svoju novu prijestolnicu Sankt Peterburg na ušću rijeke Neve na istočnome kraju Finskoga zaljeva. Rusija je snažno razvila trgovinu ne samo unutar baltičke regije već i s regijom Sjevernoga mora, posebice s istočnom Engleskom i Nizozemskom, koja je uvozila baltičko drvo, katran, lan i konoplju za izgradnju brodovlja.
Tijekom Krimskoga rata, zajednička britanska i francuska flota napala je ruske tvrđave na Baltiku u sukobu poznatome i kao Alandski rat. Bombardirali su Sveaborg, glavnu utvrdu obrane Helsinkija i utvrdu Kronštat pred Sankt Peterburgom, a uništili su i Bomarsund u Ålandu. Nakon ujedinjenja Njemačke 1871. cijela je južna obala pala pod njemačku kontrolu. Prvi svjetski rat se samo dijelom vodio u Baltičkome moru. Nakon 1920. Poljska je dobila pristup Baltičkome moru na štetu njemačkoga teritorija putem tzv. Poljskoga koridora i proširila je luku Gdynia u konkurenciji s lukom Slobodnoga grada Danziga.
Nakon dolaska nacista na vlast, Njemačka je povratila Memelland i nakon otvaranja istočnoga bojišta okupirala je baltičke države. Godine 1945. Baltičko more postalo je masovna grobnica za vojnike i izbjeglice nakon što su brodovi kojima su se povlačili napadnuti torpedima. Potonuće njemačkoga vojnog broda za prijevoz vojnika Wilhelma Gustloffa ostaje pomorska katastrofa s najviše žrtava u povijesti ovoga mora, s oko 9000 poginulih. Godine 2005. ruska je skupina znanstvenika pronašla na dnu mora preko pet tisuća olupina zrakoplova, potopljenoga ratnog brodovlja i drugog materijala, uglavnom iz Drugog svjetskog rata.

### Nakon Drugog svjetskog rata
Od kraja Drugoga svjetskog rata, razne su nacije uključujući Sovjetski Savez, Ujedinjeno Kraljevstvo i Sjedinjene Američke Države, odlagale kemijsko oružje u Baltičkome moru, povećavajući tako opasnost od zagađenja okoliša, a dan danas ribari povremeno nalaze nešto od ovog materijala. Prema izvješću Helsinške komisije zadnji slučajevi vađenja takvoga materijala bila su 2005. s četiri manja ulova kemijskoga streljiva ukupne težine 105 kg. Ovo je značajno smanjenje u odnosu na 25 takova incidenta u 2003. s ukupnom količinom od 1110 kg. Američka vlada do sada odbija otkriti točne koordinate mjesta odlaganja. Metalni spremnici polako korodiraju i ispuštaju iperit i druge tvari, te tako zagađuju znatan dio Baltičkoga mora.
Nakon 1945. njemačko stanovništvo protjerano je iz svih područja istočno od linije Odra-Nisa, stvarajući prostor za nova poljska i ruska naselja. Poljska je dobila veći dio južne obale. Sovjetski Savez dobio je još jedan pristup Baltiku s Kalinjingradskom oblašću, koja je bila dijelom Istočne Pruske naseljene Nijemcima. Baltičke države na istočnoj obali pripojio je Sovjetski Savez. Baltik su tada podijelili suprotstavljeni vojni blokovi NATO i Varšavski ugovor, što je ograničavalo trgovinu i kretanje ljudi. Ova je podjela završila tek nakon pada komunističkih režima u srednjoj i istočnoj Europi u kasnim 1980-ima.
Od svibnja 2004., pristupanjem baltičkih država i Poljske Europskoj Uniji, Baltičko more gotovo je u potpunosti okruženo zemljama Europske unije (EU). Preostala obalna područja izvan EU su rusko područje Sankt Peterburga i eksklava Kalinjingradske oblasti.
Zimske oluje obično zahvaćaju područje tijekom listopada, što je uzrokovalo nekoliko brodoloma. Drevne drvene brodske olupine kao što je Vasa, obično ostaju dobro očuvane, pošto hladna i bočata voda Baltika sprječava razmnožavanje brodskoga crva.

### Poplave
Općenito se poplave događaju kada je razina vode više od jednog metra iznad normalne. U Warnemündeu se od 1950. do 2000. dogodilo oko 110 poplava, u prosjeku nešto više od dvije godišnje.
Povijesne poplave bile su Poplava na blagdan Svih svetih 1304. i druge poplave 1320., 1449., 1625., 1694., 1784. i 1825. godine. Malo se zna o njihovom opsegu. Od 1872. postoje redoviti i pouzdani zapisi o razinama vode u Baltičkome moru. Najveća je bila poplava 1872. godine kada je voda u prosjeku iznosila 2,43 m iznad prosjeka u Warnemündeu, a najviša je razina bila 2,83 m. U zadnjim vrlo obilnim poplavama prosječni vodostaji dosezali su 1,88 m iznad prosjeka 1904. godine, 1,89 m 1913. godine, 1,73 m u siječnju 1954., 1,68 m od 2. do 4. studenoga 1995. i 1,65 m 21. veljače 2002.

## Geografija

### Ocenografski podatci
Kao rubno more Sjevernoga Atlantskog oceana, Baltičko more je omeđeno Švedskom i Danskom na zapadu, Finskom na sjeveroistoku i baltičkim zemljama na jugoistoku.
More je dugačko oko 1600 km, u prosjeku 193 km široko, prosječno 55 metara duboko, a najveća mu je dubina 459 m. Površina je 349 644 km², a duljina obale oko 8000 km.
Baltičko more jedno je od najvećih bočatih kopnenih mora po površini i zauzima bazen (Zungenbecken), koji se formirao glacijalnom erozijom tijekom posljednjih nekoliko ledenih doba.

Fizičke značajke Baltičkoga mora, njegovih glavnih podregija i prijelazne zone u područje Skagerrak/Sjeverno more
| Potpodručje           | Površina | Volumen | Maksimalna dubina | Prosječna dubina |
|                       | km2      | km3     | m                 | m                |
| --------------------- | -------- | ------- | ----------------- | ---------------- |
| Pravi Baltik          | 211 069  | 13 045  | 459               | 62,1             |
| Botnički zaljev       | 115 516  | 6389    | 230               | 60,2             |
| Finski zaljev         | 29 600   | 1100    | 123               | 38,0             |
| Riški zaljev          | 16 300   | 424     | > 60              | 26,0             |
| More Belta/Kattegat   | 42 408   | 802     | 109               | 18,9             |
| Ukupno: Baltičko more | 415 266  | 21 721  | 459               | 52,3             |

### Opseg
Međunarodna hidrografska organizacija definira granice Baltičkoga mora na sljedeći način:
Omeđen je obalama Njemačke, Danske, Poljske, Švedske, Finske, Rusije, Estonije, Latvije i Litve i proteže se sjeveroistočno od sljedećih granica.
- U Malome Beltu. Crta koja spaja Falshöft (54°47′N 9°57.5′E / 54.783°N 9.9583°E) i Vejsnæs Nakke (54°49′N 10°26′E / 54.817°N 10.433°E).
- U Velikome Beltu. Crta koja spaja Gulstav (južni rub otoka Langeland) i Kappel Kirke (54°46′N 11°01′E / 54.767°N 11.017°E) na otoku Lolland.
- U tjesnacu Guldborgsund. Crta koja spaja Flinthorne-Rev i Skjelby (54°38′N 11°53′E / 54.633°N 11.883°E).
- U tjesnacu Øresund. Crta koja spaja svjetionik na poluotoku Stevns (55°17′N 12°27′E / 55.283°N 12.450°E) i Falsterbo (55°23′N 12°49′E / 55.383°N 12.817°E).

### Podjela
Sjeverni dio Baltičkoga mora poznat je i kao Botnički zaljev, od čega se najsjeverniji dio naziva Botnička uvala. Zaobljeniji južni bazen zaljeva nosi ime Botničko more, a odmah južno od njega nalazi se Ålandsko more. Finski zaljev povezuje Baltičko more sa Sankt Peterburgom. Riški zaljev smješten je između glavnoga grada Latvije Rige i estonskoga otoka Saaremaa.
Sjeverno Baltičko more smješten je između Stockholma, jugozapadne Finske i Estonije. Zapadni i istočni Gotlandski bazen čine glavne dijelove središnjega Baltičkog mora. Bornholmski bazen je područje istočno od Bornholma, a plići Arkonski bazen proteže se od Bornholma do danskih otoka Falster i Zealand.
Na jugu, Gdanjski zaljev leži istočno od poluotoka Hel na poljskoj obali i zapadno od poluotoka Sambia u Kalinjingradskoj oblasti. Pomeranski zaljev je smješten sjeverno od otoka Usedom/Uznam i Wolin istočno od Rügena. Između Falstera i njemačke obale nalaze se zaljev Mecklenburg i zaljev Lübeck. Najzapadniji dio Baltičkoga mora je Kielski zaljev. Tri danska tjesnaca, Veliki Belt, Mali Belt i Øresund, povezuju Baltičko more s tjesnacima Kattegat i Skagerrak u Sjevernom moru.

### Temperatura i ledeni pokrov
Temperatura vode Baltičkog mora značajno se koleba ovisno o lokaciji, sezoni i dubini. U Bornholmskom bazenu, koji se nalazi istočno od istoimenoga otoka, površinska temperatura obično pada na 0 – 5 °C tijekom vrhunca zime i penje se na 15 – 20 °C u najtoplijem ljetnom razdoblju, dok je godišnji prosjek oko 9 – 10 °C. Sličan obrazac može se vidjeti u Gotlandskom bazenu, koji se nalazi između otoka Gotland i Latvije. U dubini ovih bazena temperaturne varijacije su manje. Na dnu Bornholmskoga bazena dubokome oko 80 m, temperatura je obično 1 – 10 °C, a na dnu Gotlandskog bazena, na dubinama većim od 225 m, temperatura je obično 4 – 7 °C. Općenito, lokacije na pučini, niže geografske širine i otoci imaju oceansku klimu, ali uobičajena su i obalna područja s kontinentskom klimom, osobito u Finskome zaljevu. U sjevernim pritocima klima prelazi iz umjereno kontinentske u subpolarnu na najsjevernijim obalama.
U dugoročnom prosjeku, u najhladnijem dijelu godine oko 45% površine Baltičkoga mora pokriveno je ledom. Dijelovi Baltika obično prekriveni ledom tijekom zime jesu Botnički zaljev, Finski zaljev, Riški zaljev, Zapadnoestonsko otočje, Stockholmsko otočje i Otočno more jugozapadno od Finske. Ostatak Baltika ne smrzava se tijekom zime, osim nekih zatvorenijih zaljeva i plitkih laguna poput Kurskoga zaljeva. Led doseže najveću debljinu u veljači ili ožujku, a tipična debljina leda u najsjevernijemu području Botničkoga zaljeva, Botničkoj uvali, iznosi oko 70 cm i smanjuje se južnije.
Stvaranje ledena sloja započinje u sjevernim krajevima Botničke uvale obično sredinom studenoga, a zahvaća otvorene vode Botničkoga zaljeva početkom siječnja. Botničko more, bazen južno od Kvarkena, smrzava se u prosjeku krajem veljače. Finski i Riški zaljev obično se zalede krajem siječnja. Godine 2011., Finski zaljev bio je potpuno zaleđen 15. veljače.
Opseg leda ovisi o tome je li zima blaga, umjerena ili jaka. Tijekom jakih zima oko južne Švedske pa čak i u danskim tjesnacima može se stvoriti led. Prema Williamu Derhamu, povjesničaru prirode iz 18. stoljeća, tijekom jakih zima 1703. i 1708. ledeni pokrivač je sezao sve do danskih tjesnaca.
Od 1720. godine Baltičko more zaledilo se čak 20 puta, posljednji put početkom 1987. godine, što je bila najteža zima u Skandinavskome području od 1720. godine. Led je tada prekrio 400 000 km². Tijekom zime 2010. – 2011., koja je bila prilično oštra u usporedbi s onima iz posljednjih desetljeća, najveća površina ledenoga pokrivača izmjerena je 25. veljače 2011. i bila je 315 000 km². Led se tada proširio od sjeverne obale Baltika do sjevernoga vrha Gotlanda, s malim područjima bez leda s obje strane, a istočna obala Baltičkoga mora bila je prekrivena ledenim pokrovom širokim 25 do 100 km sve do Gdanjska. Ovu pojavu smrzavanja uzrokovalo je stagnirajuće područje visokog tlaka koje se zadržalo nad srednjom i sjevernom Skandinavijom od 10. do 24. veljače. Nakon toga, jaki južni vjetrovi gurnuli su led dalje prema sjeveru, a velik dio voda sjeverno od Gotlanda ponovno je bio slobodan od leda, koji se nakupio uz obale južne Finske. Posljedice spomenutoga područja visokoga tlaka nisu doprle do južnih dijelova Baltičkog mora, stoga se cijelo more nije zaledilo. Međutim, plutajući led primijećen je u blizini luke Świnoujście u siječnju 2010.
Posljednjih godina prije 2011. Botnički zaljev i Botničko more bili su okovani čvrstim ledom u blizini obale i gustim plutajućim ledom daleko od nje. 2008. led se gotovo i nije formirao osim kratkoga razdoblja u ožujku.
Tijekom zime, led se najprije formira uz obalu, čineći luke neupotrebljivima bez usluga ledolomaca, a kasnije se širi na otvoreno more. Daleko od obale valovi i vjetrovi čine pomicanje leda vrlo dinamičnim tijekom cijele godine. Led je u tom dijelu mora uglavnom sastavljen od velikih hrpa i grebena koji se stalno pomiču i vjetrovi ga guraju i nabijaju uz obalni led.
U proljeće se Finski i Botnički zaljev obično otope krajem travnja, a neki se ledeni grebeni zadrže do svibnja na istočnim krajevima Finskoga zaljeva. U najsjevernijim krajevima Botničke uvale, led se obično zadržava do kasnoga svibnja, a do početka lipnja se redovito u potpunosti otopi. Međutim, godine 1867. (kad je područje pogodila glad) ostaci leda uočeni su čak 17. srpnja u blizini Uddskära. U svibnju su nekoliko puta uočeni ostaci leda čak i južnije do Øresunda, 15. svibnja 1942. kod Taarbaeka  i 11. svibnja 1771. kod Kopenhagena.
Ledeni pokrivač glavno je stanište dvaju velikih sisavaca, sivoga tuljana (Halichoerus grypus) i baltičke prstenaste medvjedice (Pusa hispida botnica), koji nalaze hranu ispod ledenoga pokrova i razmnožavaju se na njegovoj površini. Od ova dva tuljana, samo je prstenasta medvjedica ugrožena kada u Baltičkome moru nema dovoljno leda, s obzirom na to da hrani svoje mlade samo dok je na ledu. Sivi tuljan prilagođen je razmnožavanju i na obali bez leda. Morski led također je stanište nekoliko vrsta algi koje rastu s donje strane ledenoga pokrova i unutar nezamrznutih džepova slane vode u samome ledu.
Zbog čestih razlika u temperaturi u zimskome razdoblju koji mijenjaju ledište ledenoga pokrova, slani led Baltičkoga mora može biti opasan za hodanje, posebice u usporedbi sa stabilnijim ledom koji se formira na površini slatkih voda, primjerice na unutarnjim jezerima.

### Hidrografija i hidrogeografija
Baltičko more istječe kroz danske tjesnace u Skagerrak i Kattegat, međutim istjek vodene mase je složen. Površinski sloj manje slane vode ispušta 940 km³ vodenoga obujma godišnje u Sjeverno more. Zbog razlike u slanosti, dublji sloj slanije vode koja se kreće u suprotnom smjeru donosi u Baltičko more 475 km³ vode godišnje. Vrlo se sporo miješa s gornjim vodama, što ishoduje gradijentom manje slanosti pri vrhu do veće slanosti prema dnu, pri čemu većina slane vode ostaje na dubini od 40 do 70 metara. Opća cirkulacija je u smjeru suprotnom od kazaljke na satu: prema sjeveru uz njegovu istočnu granicu, a prema jugu uz zapadnu.
Razlika između odljeva i dotoka u potpunosti je uzrokovan dotokom slatke vode. U Baltičko more utječe više od 250 rijeka i ostalih vodotokova. Površina Baltičkoga slijeva je oko 1 600 000 km² i svake se godine u Baltičko more ulijeva oko 660 km³ slatke vode. Neke od glavnih rijeka Sjeverne Europe dio su Baltičkoga sliva, primjerice Odra, Visla, Neman, Daugava i Neva. Dodatna količina slatke vode dolazi iz razlike u većoj količini padalina u odnosu na isparavanje. Osnovni izvor slane vode je dotok vode iz Sjevernoga mora u Baltik.
Razina vode općenito puno više ovisi o smjeru vjetra u tom području nego o učincima plime i oseke. Međutim, plimne struje pojavljuju se u uskim prolazima u zapadnim dijelovima Baltičkoga mora. Plima može doseći 17 do 19 cm u Finskome zaljevu.
Visina valova općenito je mnogo niža od one u Sjevernome moru. Baltičko more pogađaju prilično jake i iznenadne oluje deset i više puta godišnje zbog velikih temperaturnih razlika i značajne jačine vjetra. Sezonski vjetrovi također uzrokuju male promjene razine mora, reda veličine 0,5 m. Prema medijima, tijekom oluje u siječnju 2017. izmjeren je ekstremni val iznad 14 m, a Finski meteorološki institut izmjerio je najveću visinu vala od oko 8 m. Ti ekstremni događaji pojave velikih valova mogu odigrati važnu ulogu u dinamici mora i eroziji obalnoga područja.

### Slanost
Baltičko more je najveće unutarnje bočato more na svijetu. Samo su dvije druge bočate vode veće prema nekim mjerenjima: Crno more je veće i po površini i po obujmu vode, ali većina se nalazi izvan epikontinentalnoga pojasa (samo mali dio je u unutrašnjosti). Kaspijsko more ima veći volumen vode, ali je unatoč svom imenu jezero a ne more.
Salinitet Baltičkoga mora mnogo je niži od slanosti oceanskih voda (koji u prosjeku iznosi 3,5%), kao rezultat obilnoga otjecanja slatke vode s okolnoga kopna (rijeke, potoci i slično), u kombinaciji s plitkoćom samoga mora. Slijevanje slatkih voda u more doprinosi otprilike jednu četrdesetinu ukupnoga obujma mora godišnje, pošto je obujam baltičkoga bazena oko 21 000 km³, a godišnje otjecanje je oko 500 km³. 
Otvorene površinske vode "pravoga" Baltičkog mora općenito imaju salinitet od 0,3 do 0,9%. Dotok slatke vode u more iz otprilike dvjestotinjak rijeka i unošenje soli s jugozapada stvaraju gradijent slanosti u Baltičkome moru. Najveća površinska slanost, općenito 0,7 – 0,9%, nalazi se u krajnjem jugozapadnom dijelu Baltika, u bazenima Arkone i Bornholma (prvi se nalazi otprilike između jugoistočnog Zelanda i Bornholma, a drugi izravno istočno od Bornholma). Postupno opada prema istoku i sjeveru, dosežući najnižu razinu u Botničkome zaljevu na oko 0,3%. Pijenje površinske vode Baltika čak ne bi izazvalo dehidrataciju, kao što je slučaj s oceanskom vodom. 
Kako je slana voda gušća od slatke, dno Baltičkoga mora je slanije od površine. To stvara vertikalnu slojevitost vodenoga stupca, haloklinu, koja predstavlja prepreku izmjeni kisika i hranjivih tvari te stvara pritisak ka odvajanju morskih okruženja. Razlika između slanosti dna i površine mijenja se ovisno o lokaciji. Općenito, slijedi isti obrazac od jugozapada prema istoku i sjeveru kao što je slučaj s površinom. Na dnu bazena Arkona (što je jednako dubinama većim od 40 m) i Bornholmskoga bazena (dubine veće od 80 m) obično iznosi 1,4 – 1,8%. Dalje prema istoku i sjeveru, slanost na dnu postojano je niža, a najniža je u Botničkome zaljevu (dubine veće od 120 m) gdje je nešto ispod 0,4%, ili samo neznatno više od slanosti površine u istoj regiji.
Nasuprot tome, slanost danskih tjesnaca, koji povezuju Baltičko more i Kattegat, ima tendenciju biti znatno viša, ali s velikim varijacijama iz godine u godinu. Primjerice, slanost površine i dna u Velikome Beltu obično je oko 2,0% odnosno 2,8%, što je tek nešto manje od onoga u Kattegatu. Višak vode u baltičkome bazenu uzrokovan stalnim dotokom rijeka i potoka u Baltičko more ukazuje na postojanje toka manje slane vode kroz danske tjesnace u Kattegat (i naposljetku u Atlantski ocean). Dotok slane vode u suprotnome smjeru, od Kattegata kroz danske prolaze do Baltičkoga mora, manje je pravilan. Od 1880. do 1980. veći priljevi događali su se u prosjeku šest do sedam puta po desetljeću. Od 1980. znatno je rjeđi, iako se vrlo velik priljev dogodio 2014.

### Glavni pritoci
Vrijednost srednjih protoka razlikuje se ovisno poretku hidroloških duljina (od najudaljenijeg izvora do mora) i vrijednosti nominalnih duljina. Göta älv, pritok Kattegata, primjerice, nije naveden zato što zbog niske slanosti mora u tom području njena voda jedva dopire do pravog Baltika:
| Ime           | Prosječni istjek (m3/s) | Duljina (km)                             | Sliv (km2) | Države koje dijele sliv                           |
| ------------- | ----------------------- | ---------------------------------------- | ---------- | ------------------------------------------------- |
| Neva          | 2500                    | 74 (nominalno) 860 (hidrološki)          | 281 000    | Rusija, Finska                                    |
| Visla         | 1080                    | 1047                                     | 194 424    | Poljska, pritoci: Bjelorusija, Ukrajina, Slovačka |
| Zapadna Dvina | 678                     | 1020                                     | 87 900     | Rusija (izvor), Bjelorusija, Latvija              |
| Njemen        | 678                     | 937                                      | 98 200     | Bjelorusija (izvor), Litva, Rusija                |
| Kemijoki      | 556                     | 550 (glavna rijeka) 600 (riječni sustav) | 51 127     | Finska, Norveška (izvor Ounasjoki)                |
| Odra          | 540                     | 866                                      | 118 861    | Češka (izvor), Poljska, Njemačka                  |
| Lule          | 506                     | 461                                      | 25 240     | Švedska                                           |
| Narva         | 415                     | 77 (nominalno) 652 (hidrološki)          | 56 200     | Rusija (izvor Velikaya), Estonija                 |
| Torne         | 388                     | 520 (nominalno) 630 (hidrološki)         | 40 131     | Norveška (izvor), Švedska, Finska                 |

### Otoci i otočja
- Åland (Finska, autonomno područje)
- Arhipelaško more (Finska)
  - Pargas
  - Nagu
  - Korpo
  - Houtskär
  - Kustavi
  - Kimito
- Otočje Blekinge ( Švedska)
- Bornholm, uključujući Christiansø (Danska)
- Falster (Danska)
- Gotland (Švedska)
- Hailuoto (Finska)
- Kotlin (Rusija)
- Lolland (Danska)
- Otočje Kvarken, uključujući Valsörarnu (Finska)
- Møn (Danska)
- Öland (Švedska)
- Rügen (Njemačka)
- Stockholmsko otočje (Švedska)
  - Värmdön (Švedska)
- Usedom ili Uznam (podijeljeno između Njemačke i Poljske)
- Zapadnoestonsko otočje (Estonija):
  - Hiiumaa
  - Muhu
  - Saaremaa
  - Vormsi
- Wolin (Poljska)
- Zeland (Danska)

### Obalne zemlje
Zemlje koje imaju izlaz na Baltičko more jesu Danska, Estonija, Finska, Njemačka, Latvija, Litva, Poljska, Rusija i Švedska.
Osim ovih zemalja, države koje se pripadaju baltičkome slijevu jesu Bjelorusija, Češka, Norveška, Slovačka i Ukrajina.
Drenažni bazen Baltičkoga mora je otprilike četiri puta veći od površine samoga mora. Oko 48% područja prekriveno je šumama, a u Švedskoj i Finskoj nalazi se većina šuma, posebice oko Botničkoga zaljeva i Finske.
Oko 20% zemlje prekriveno je oranicama ili pašnjacima, uglavnom u Poljskoj i na njemačkoj, danskoj i švedskoj obali Baltika. Oko 17% slijeva je neiskorišteno tlo, a oko 8% su močvare. Većina potonjih nalazi se u Botnčkome zaljevu i Finskoj.
Ostatak područja je gusto naseljen. Oko 85 milijuna ljudi živi u baltičkome slijevu, 15 milijuna unutar 10 km od obale i 29 milijuna unutar 50 km od obale. Oko 22 milijuna živi u središtima s više od 250 000 stanovnika, a 90% njih je okupljeno u 10 km pojasa oko obale. Od 85 milijuna ljudi koji žive u području Baltičkoga slijeva, 45% njih živi u Poljskoj, 12% u Rusiji, 10% u Švedskoj 10%, a u ostalim zemljama živi manje od 6% stanovništva.

#### Gradovi
Najveći obalni gradovi (po broju stanovnika):
- Sankt Petersburg (Rusija) 5 392 992 (metropolitansko područje oko 6 000 000)
- Stockholm (Švedska) 962 154 (metropolitansko područje 2 315 612)
- Helsinki (Finska) 658 864 (metropolitansko područje 1 536 810)
- Riga (Latvija) 614 618 (metropolitansko područje 1 070 000)
- Gdanjsk (Poljska) 462 700 (metropolitansko područje 1 041 000)
- Tallinn (Estonija) 435 245 (metropolitansko područje 542 983)
- Kalinjingrad (Rusija) 431 500
- Szczecin (Poljska) 413 600 (metropolitansko područje 778 000)
- Gdynia (Poljska) 255 600 (metropolitansko područje 1 041 000)
- Espoo (Finska) 257 195 (dio metropolitanskoga područja Helsinkija)
- Kiel (Njemačka) 247 000
- Lübeck (Njemačka) 216 100
- Rostock (Njemačka) 212 700
- Klaipėda (Litva) 194 400
- Oulu (Finska) 191 050
- Turku (Finska) 180 350

##### Ostale važne luke
- Estonija:
  - Pärnu 44 568
  - Maardu 16 570
  - Sillamäe 16 567
- Finska:
  - Pori 83 272
  - Kotka 54 887
  - Kokkola 46 809
  - Naantali 18 789
  - Mariehamn 11 372
  - Hanko 9 270
- Njemačka:
  - Flensburg 94 000
  - Stralsund 58 000
  - Greifswald 55 000
  - Wismar 44 000
  - Eckernförde 22 000
  - Neustadt in Holstein 16 000
  - Wolgast 12 000
  - Sassnitz 10 000
- Latvija:
  - Liepāja 85 000
  - Ventspils 44 000
- Litva:
  - Palanga 17 000
- Poljska:
  - Kołobrzeg 44 800
  - Świnoujście 41 500
  - Police 34 284
  - Władysławowo 15 000
  - Darłowo 14 000
- Rusija:
  - Viborg 79 962
  - Baltijsk 34 000
- Švedska:
  - Norrköping 84 000
  - Gävle 75 451
  - Trelleborg 26 000
  - Karlshamn 19 000
  - Oxelösund 11 000

## Geologija
Geološka istraživanja pokazuju da je prije pleistocena, umjesto Baltičkoga mora, postojala široka ravnica oko velike rijeke koju paleontolozi nazivaju Eridan. Niz pleistocenskih epizoda glacijacije spustilo je korito rijeke i oblikovalo u morski bazen. Baltik se i danas može smatrati zajedničkim estuarijem svih rijeka koje se u njega ulijevaju.
Geološka povijest Baltičkoga mora podijeljena je u sedam stadija, a neki od njih dobili su ime  po morskim životinjama (npr. mekušci Littorina) koje su bile jasni pokazatelji promjene temperature i slanosti vode.
Čimbenici koji su odredili karakteristike mora kroz vrijeme bili su potapanje ili izranjanje područja zbog težine leda i naknadne izostatičke prilagodbe, formiranje morskih tjesnaca koji su povezivali Baltičko sa Sjevernim morem i Atlantikom ili nekada s velikim jezerima Švedske i Bijelim morem. Geološki stadiji Baltičkoga mora jesu:
- Eemiansko more, 130 000 – 115 000 godina BP
- Baltičko ledeno jezero, 12 600 – 10 300
- Joldsko more, 10 300 – 9500
- Ancilsko jezero, 9500 – 8000
- Mastogloško more, 8000 – 7500
- Litorinsko more, 7500 – 4000
- Postlitorinsko more, 4000 – danas

Kopno se još uvijek izostatski podiže iz najdublje točke uzrokovane propadanjem pod težinom leda tijekom posljednje glacijacije, što posljedično smanjuje površinu i dubinu mora. Ova je pojava poznata kao postglacijalni odskok. Podizanje morskoga dna je najbrže na finskoj obali najsjevernijega dijela Botničkoga zaljeva i iznosi oko osam milimetara godišnje. U tom je području nekadašnje morsko dno samo blago nagnuto, što dovodi do toga da se velike površine zemlje izranjaju u, geološki gledano, relativno kratkim razdobljima (desetljećima i stoljećima).

### »Baltička anomalija«
»Baltička anomalija« je obilježje na nejasnoj sonarskoj slici koju su snimili švedski ronioci na dnu sjevernoga Baltičkog mora u lipnju 2011. Lovci na blago predlagali su kako slika prikazuje predmet s neobičnim obilježjima naizgled neobičnoga podrijetla. Nagađanja objavljena u tabloidima tvrdila su da je objekt potopljeni NLO. Konsenzusom stručnjaka i znanstvenika pretpostavlja se da slika najvjerojatnije prikazuje prirodnu geološku formaciju.

## Biologija

### Flora i fauna
Fauna Baltičkoga mora mješavina je morskih i slatkovodnih vrsta. Među morskim ribama najčešći su atlantski bakalar, atlantska haringa, europski oslić, europski iverak i arktička škarpina, a primjeri slatkovodnih vrsta jesu europski grgeč, štuka, bjelica i bodorka. Slatkovodne vrste mogu se pojaviti na ušćima rijeka ili potoka u svim obalnim dijelovima Baltičkoga mora. Morske vrste su najrasprostranjenije u većini voda Baltika sve do grada Gävlea na obali Botničkoga mora, gdje je tek jedna desetina riba slatkovodnih vrsta. Sjevernije od te točke omjer se postupno mijenja u korist slatkovodnih vrsta. U Botničkome zaljevu, otprilike dvije trećine vrsta su slatkovodne, a na krajnjem sjeveru ovoga zaljeva gotovo u potpunosti su prisutne slatkovodne vrste. Primjerice, obična morska zvijezda i zeleni rak dvije su vrste koje su vrlo raširene duž svih europskih obala, no u Baltiku ne mogu opstati zbog znatno nižega saliniteta. Granica njihovoga raspona je zapadno od Bornholma, što znači da ih nema u gotovo cijelome Baltičkome moru. Neke morske vrste, poput atlantskog bakalara i europskog iverka, mogu preživjeti pri relativno niskim razinama saliniteta, ali im je za razmnožavanje potrebna veća slanost, što ih primora migrirati u dublje dijelove Baltičkoga mora.
Postoji smanjenje bogatstva vrsta od danskih pojaseva do Botničkoga zaljeva zbog postupnog smanjenja saliniteta što otežava prilagodbu organizama takvim staništima. S više od 600 vrsta beskralješnjaka, riba, vodenih sisavaca, vodenih ptica i makrofita, bazen Arkone (otprilike između jugoistočnoga Zelanda i Bornholma) daleko je bogatiji od drugih istočnijih i sjevernijih bazena u Baltičkome moru, koji svi imaju manje od 400 vrsta viših organizama iz ovih skupina, s izuzetkom Finskoga zaljeva, koji ima više od 750 vrsta. Međutim, čak i biološki najbogatiji dijelovi Baltičkoga mora imaju puno manje vrsta od područja Kattegata visoke slanosti, koji je dom za više od 1600 vrsta iz ovih skupina. Nedostatak plime i oseke utjecao je na distribuciju morskih vrsta, koja je različita u usporedbi s Atlantikom.
Budući da je Baltičko more tako mlado, postoje samo dvije ili tri poznate endemske vrste: smeđa alga Fucus radicans i iverak Platichthys solemdali. Čini se da su obje evoluirale u Baltičkome bazenu i priznate su kao vrste tek 2005. odnosno 2018., nakon što su prethodno bile klasificirane u skupinama s raširenijim srodnicima. Sićušna kopenhaška školjka (Parvicardium hauniense), rijetka vrsta dagnje, ponekad se smatra endemičnom, no pronađena je i u Sredozemnome moru. Međutim, neki smatraju da su nebaltički oblici te vrste pogrešna identifikacija lagunskih školjki Cerastoderma glaucum. Nekoliko široko rasprostranjenih morskih vrsta ima karakteristične podpopulacije u Baltičkome moru prilagođene niskom salinitetu, poput oblika atlantske haringe i sleđa u Baltičkome moru, koji su manji od široko rasprostranjenih oblika u sjevernome Atlantiku.
Posebna značajka baltičke faune jest da sadrži brojne glacijalne reliktne vrste, izolirane populacije arktičkih vrsta koje su ostale zarobljene u Baltičkoma moru nakon posljednje glacijacije, poput velikog jednakonošca Saduria entomon, baltičke podvrste prstenaste medvjedice i četverorogog kipara. Neki od ovih relikata potječu iz ledenjačkih jezera, poput malog račića  Monoporeia affinis, koja čini glavni element bentoske faune Botničkoga zaljeva niske slanosti.
Zapise o nastanjivanju kitova u Baltičkome moru vode obalne baltičke zemlje, a podatke prikupljaju različita međuvladina tijela, poput ASCOBANS-a. Baltik nastanjuje kritično ugrožena populacija lučka pliskavica, vrsta je relativno brojna u Zapadnome Baltiku i Danskim tjesnacima. Vode Baltičkoga mora povremeno posjećuju i oceanske vrste morskih sisavaca poput dobrih dupina, beluga kitova, orki, i kljunasti kitovi. Posljednjih godina kitovi perajari i grbavi kitovi migriraju u Baltičko more u manjim skupinama, uključujući majke s mladuncima. Sada izumrli atlantski sivi kitovi (ostaci pronađeni u Gräsöu u južnome dijelu Botničkog zaljeva i Ystadu) i istočna populacija kritično ugroženih sjevernoatlantskih kitova nekada su migrirali u Baltičko more.
Druge značajni pripadnik megafaune uočen u Baltičkome moru jest golema psina.

### Očuvanje okoliša
Satelitske slike snimljene u srpnju 2010. otkrile su masovno cvjetanje algi koje je prekrilo oko 377 000 km² Baltičkoga mora. Područje cvjetanja protezalo se od Njemačke i Poljske, sve do Finske. Istraživači ovog fenomena ukazali su na to da se cvjetanje algi događa već desetljećima svakog ljeta. Otjecanje umjetnih gnojiva s okolnih poljoprivrednih zemljišta pogoršalo je problem i dovelo do povećane eutrofizacije.
Otprilike 100 000 km morskoga dna Baltika (četvrtina njegove ukupne površine) je promjenjiva mrtva zona. Slanija (a time i gušća) voda ostaje na dnu, izolirajući je od površinskih voda i atmosfere. To dovodi do smanjene koncentracije kisika unutar te vodene zone. U njemu se uglavnom razmnožavaju bakterije koje probavljaju organski materijal i oslobađaju sumporovodik. Zbog ove velike anaerobne zone, ekologija morskog dna razlikuje se od one u susjednom Atlantiku.
Sveučilište u Göteborgu i Inocean AB predložili su planove za umjetno bogaćenje kisikom onih područja Baltika koja su iskusila eutrofizaciju. Prijedlog namjerava koristiti pumpe koje pokreće vjetar za ubrizgavanje kisika (zraka) u vodu na ili oko 130 m ispod razine mora.
Nakon Drugoga svjetskog rata Njemačka je razoružana, a velike količine streljiva bačene su izravno u Baltičko i Sjeverno more. Stručnjaci za okoliš i morski biolozi upozoravaju da ta odlagališta streljiva predstavljaju veliku prijetnju okolišu s potencijalno opasnim posljedicama za zdravlje i sigurnost ljudi na obalama ovih mora.

## Gospodarstvo
Izgradnja mosta Velikoga Belta u Danskoj (dovršen 1997.) i tunela u sklopu mosta Øresund (dovršen 1999.), koji povezuje Dansku sa Švedskom, osigurao je cestovnu i željezničku vezu između Švedske i danskog kopna (poluotoka Jutland, točnije Zelanda). Podmorski tunel i most Øresund omogućava plovidbu velikih brodova u i iz Baltičkoga mora. Baltičko more glavna je trgovačka ruta za izvoz ruske nafte. Mnoge su obalne države Baltičkoga mora izrazile zabrinutost zbog prolaza velikog broja tankera, zato što bi eventualna havarija i veliko istjecanje nafte bilo katastrofalno za Baltik s obzirom na sporu izmjenu vodenih masa.  
Na obalama Baltičkoga mora smješten je značajan broj brodogradilišta, najveća od kojih su Gdanjsk, Gdynia i Szczecin u Poljskoj; Kiel u Njemačkoj; Karlskrona i Malmö u Švedskoj; Rauma, Turku i Helsinki u Finskoj; Riga, Ventspils i Liepāja u Latviji; Klaipėda u Litvi i Sankt Peterburg u Rusiji.
Mnoge teretne i putničke trajektne kompanije prometuju Baltičkim morem, primjerice Scandlines, Silja Line, Polferries, Viking Line, Tallink i Superfast Ferries.
Izgradnja cestovnoga i željezničkog tunela Fehmarn Belt između Danske i Njemačke trebala bi završiti 2029. Bit će to trocijevni tunel s četiri trake autoceste i dva željeznička kolosijeka.

### Turizam
| Putnička pristaništa - Ahlbeck (Usedom), Njemačka - Bansin, Njemačka - Binz, Njemačka - Heiligendamm, Njemačka - Kühlungsborn, Njemačka - Sellin, Njemačka - Liepāja, Latvija - Šventoji, , Litva - Klaipėda, Litva - Gdanjsk, Poljska - Gdynia, Poljska - Kołobrzeg, Poljska - Misdroy, Poljska - Sopot, Poljska | Turistička središta - Haapsalu, Estonija - Kuressaare, Estonija - Narva-Jõesuu, Estonija - Pärnu, Estonija - Hanko, Finska - Mariehamn, Finska - Binz, Njemačka - Heiligendamm, Njemačka - Heringsdorf, Njemačka - Travemünde, Njemačka - Sellin, Njemačka - Ueckermünde, Njemačka - Jūrmala, Latvija - Nida, Litva - Palanga, Litva - Šventoji, Litva - Juodkrantė, Litva - Pervalka, Litva - Karklė, Litva - Kamień Pomorski, Poljska - Kołobrzeg, Poljska - Sopot, Poljska - Świnoujście, Poljska - Ustka, Poljska - Svetlogorsk, Rusija |

## Helsinška konvencija

### Konvencija iz 1974.
Po prvi put ikada, svi izvori onečišćenja oko cijelog mora podliježu jednoj konvenciji koju je 1974. godine potpisalo tadašnjih sedam baltičkih obalnih država. Konvencija iz 1974. stupila je na snagu 3. svibnja 1980. godine.

### Konvencija iz 1992.
U svjetlu političkih promjena i razvoja međunarodnog ekološkog i pomorskog prava, 1992. godine potpisana je nova konvencija od strane svih država koje graniče s Baltičkim morem i Europske zajednice. Nakon ratifikacije, Konvencija je stupila na snagu 17. siječnja 2000. godine. Konvencija pokriva cijelo područje Baltičkog mora, uključujući unutarnje vode i same vode mora, kao i morsko dno. Također se poduzimaju mjere u cijelom slivnom području Baltičkog mora kako bi se smanjilo onečišćenje s kopna. Konvencija o zaštiti morskog okoliša područja Baltičkog mora iz 1992. stupila je na snagu 17. siječnja 2000. godine.
Upravno tijelo konvencije je Helsinška komisija, poznata i kao HELCOM, ili Komisija za zaštitu morskog okoliša Baltika. Sadašnje ugovorne strane su Danska, Estonija, Europska zajednica, Finska, Njemačka, Latvija, Litva, Poljska, Rusija i Švedska.
Ratifikacijske instrumente položile su Europska zajednica, Njemačka, Latvija i Švedska 1994. godine, Estonija i Finska 1995. godine, Danska 1996. godine, Litva 1997. godine, te Poljska i Rusija u studenom 1999. godine.